# Gilles Müller
Gilles Müller (født 9. maj 1983 i Schifflange, Luxembourg) er en luxembourgsk tennisspiller, der blev professionel i 2001. Han har, pr. maj 2009, endnu ikke vundet nogen ATP-turneringer. I 2008 nåede han sin karrieres foreløbige højdepunkt da han spillede sig frem til kvartfinalerne i Grand Slam-turneringen US Open. Her måtte han dog se sig besejret af turneringens senere vinder, Roger Federer fra Schweiz.
Müller er 195 cm høj og vejer 83 kg.